# أبو قلنسوة

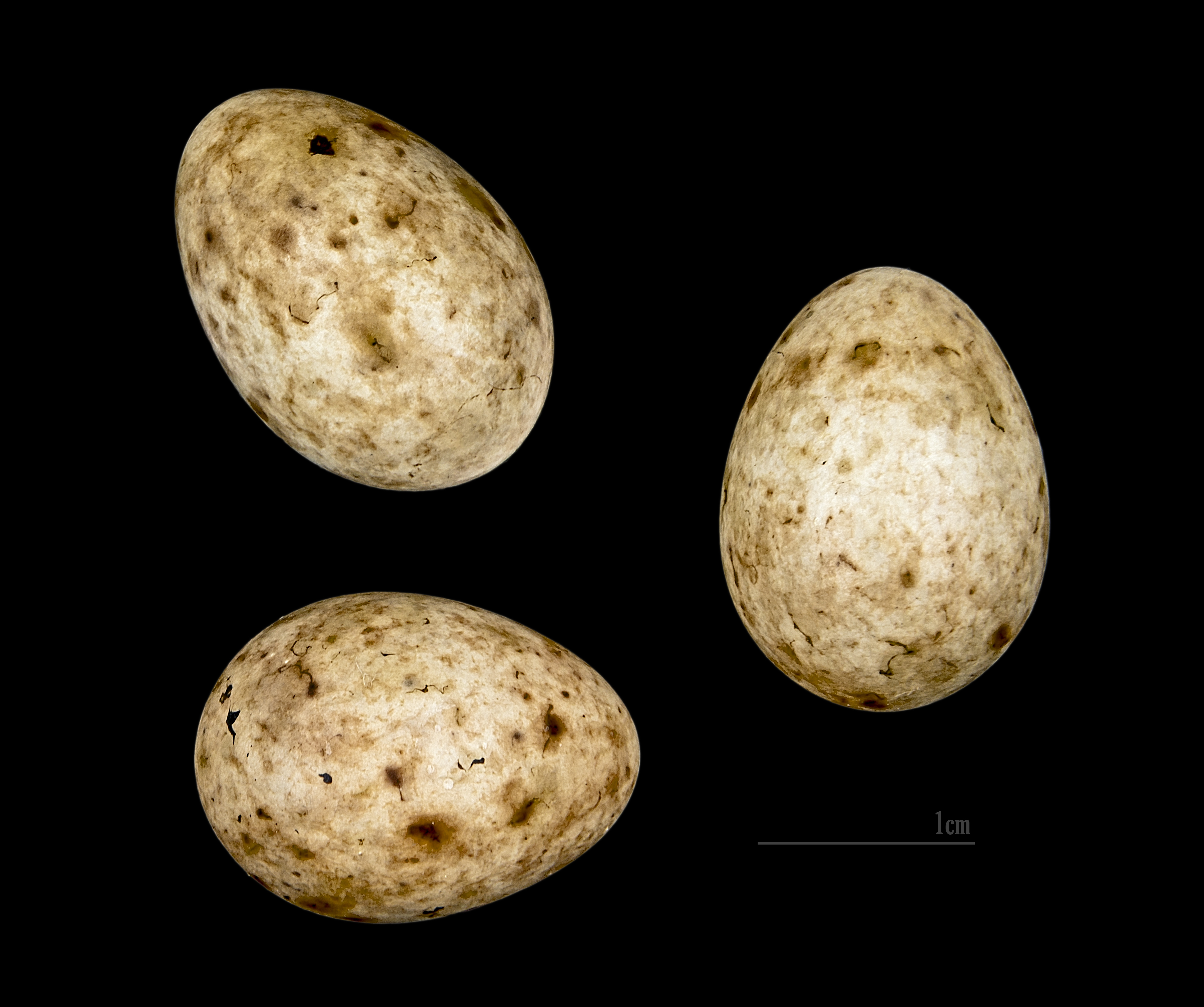
بيوض طائر أبو قلنسوة

أَبُو قَلَنْسُوَة أو الخُورِي (يسمى الذكر منه الخُورِي وتسمى أنثاه الشَّمَّاس) (الاسم العلمي: Sylvia atricapilla) (بالإنجليزية: Blackcap)، هو طائر ينتمي إلى جنس الدُّخَّلَة من الفصيلة الدُّخَّلِيَّة.
يتكاثر طائر أبو قلنسوة في معظم أنحاء أوروبا وغرب آسيا وشمال غرب إفريقيا، ويُفضّل العيش في الغابات النفضية الناضجة. وخلال موسم التكاثر، يحتفظ الذكر بمنطقة خاصة يدافع عنها بشدة، ليس فقط ضد ذكور أبو قلنسوة الآخرين، بل أيضا ضد طائر القرقفنة المنافس.
يبني أبو قلنسوة عشه على شكل كوب أنيق، منخفضا بين نباتات العليق أو الشجيرات الكثيفة، وتضع الأنثى عادة من 4 إلى 6 بيضات بلون بني مصفر. تفقس البيوض خلال نحو 11 يومًا، وتغادر الفراخ العش بعد 11 إلى 12 يومًا، لكنها تبقى تتلقى الرعاية من كلا الأبوين لعدة أيام بعد مغادرتها.
يُعد طائر أبو قلنسوة مهاجرًا جزئيا؛ إذ تهاجر الطيور التي تعيش في المناطق الأبرد من نطاق انتشارها لتقضي الشتاء في مناطق بها أشجار أو شجيرات في شمال غرب أوروبا، أو حول البحر الأبيض المتوسط، أو في إفريقيا المدارية. وقد تكيّفت بعض الطيور القادمة من ألمانيا وغرب أوروبا على قضاء فصل الشتاء في حدائق بريطانيا وإيرلندا.
تُشكّل الحشرات الغذاء الرئيسي لهذا الطائر خلال موسم التكاثر، بينما يعتمد في بقية العام بشكل أساسي على الفواكه الصغيرة. أما الطيور التي تعيش في الحدائق، فتتناول أيضا الخبز والدهن والفول السوداني في الشتاء.
ورغم ما يتعرض له من صيد واسع النطاق في بلدان البحر المتوسط، إضافة إلى المخاطر الطبيعية مثل الافتراس والأمراض، فإن طائر أبو قلنسوة يوسّع نطاق انتشاره منذ عقود، ويُصنّفه الاتحاد الدولي لحفظ الطبيعة ضمن قائمة غير مهدد بالانقراض.